# Приріченське (Беїмбета Майліна район)
Прирі́ченське (каз. Приречен) — село у складі району Беїмбета Майліна Костанайської області Казахстану. Входить до складу Майського сільського округу.
Населення — 131 особа (2021; 176 у 2009, 162 у 1999, 179 у 1989).